# Пюнчерюмал
Пюнчерюма́л (рос. Пюнчерюмал, марій. Пӱнчерйымал) — присілок у складі Куженерського району Марій Ел, Росія. Входить до складу Токтайбеляцького сільського поселення.

## Населення
Населення — 50 осіб (2010; 64 у 2002).
Національний склад (станом на 2002 рік):
- марійці — 100 %